# Michał Jankowski

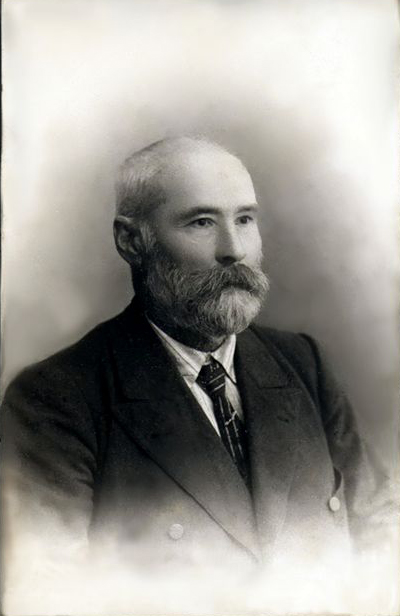
Michał Jankowski (1909)

Michał Iwanowitsch Jankowski (russisch Михаил Иванович Янковский; * 24. Septemberjul. / 6. Oktober 1842greg. in Tykocin; † 10. Oktoberjul. / 23. Oktober 1912greg. in Sotschi) war ein polnisch-russischer Unternehmer, Naturforscher, Insektenkundler und Tierzüchter.

## Leben
Jankowski, Sohn des Adligen Jan Jankowski, verbrachte die Kindheit auf dem Landsitz der Familie bei Tykocin. Dann studierte er am Landwirtschaftsinstitut Gory-Gorki. Im April 1863 nahm er zusammen mit anderen Studenten des Instituts als Freischärler am Januaraufstand teil. Im September 1863 wurde er zu 8 Jahren Katorga in Sibirien unter Verlust aller Adelsrechte verurteilt. Unterwegs in Tschita erfroren ihm die Füße. 1866 wurde die Katorgadauer aufgrund einer Amnestie halbiert.
1868 begab sich Jankowski auf die Goldfelder bei der Einmündung der Oljokma in die Lena. 1872 reiste er auf Einladung des Naturforschers Benedykt Dybowski nach Fernost, um an einer kleinen Forschungsexpedition teilzunehmen.
Am Amur lernte Jankowski den verbannten Polen Czaplejewski kennen, der nach Polen zurückkehren wollte und für sein Goldfeld auf der Insel Askold bei Wladiwostok einen Nachfolger suchte. Jankowski stimmte zu und reiste nach Wladiwostok. Nach Unterzeichnung des Vertrages in Wladiwostok war er im Frühjahr 1874 Geschäftsführer der Goldgrube auf Askold. Zu seiner Geschäftsführung gehörte auch der Kampf gegen Wilddiebe und räuberische chinesische Hónghúzi. Er stellte auf der Insel die Sikahirsche und Fasane unter Schutz, so dass sie sich schnell vermehrten und gejagt werden konnten. Die geordnete Bewirtschaftung der Goldgrube führte zur Steigerung der Goldproduktion. 1877 installierte er auf der Insel eine Wetterstation, deren Messergebnisse er an das Pulkowo-Observatorium schickte.
Jankowski entwickelte sich zum Naturforscher und sammelte Pflanzen, Vögel, Insekten und archäologische Funde. Ganze Sammlungen schickte bzw. verkaufte er an Museen in St. Petersburg, Warschau, Frankreich und Deutschland, wovon Charles Oberthür profitierte. Nach Jankowski benannt wurden: die Ammer Emberiza jankowskii, Cygnus columbianus jankowskyi, eine Unterart des Pfeifschwans, Pica pica jankowskii, eine Unterart der Elster, der Spanner Thetidia jankowskiaria, der Pfauenspinner Rhodinia jankowskii, die Schwärmer Marumba jankowskii und Clanis undulosa jankowskii, der Trägspinner Ilema jankowskii, der Bärenspinner Lemyra jankowskii, die Eulenfalter Diomea jankowskii und  Zalissa jankowskii und viele weitere ähnliche Schmetterlinge, die Laufkäfer Carabus jankowskii und Agonum jankowskii, die Wegwespe Parabatozonus jankowskii, die Hummel Bombus jankowskii, die Seidenbiene Colletes jankowskyi, der Wasserläufer Gerris jankowskii, die Segge Carex jankowskii und Alpinia jankowskii.
1877 heiratete er Olga Lukinitschna Kusnezowa (1855–1933), mit der er bald zwei Kinder bekam.
Nach Jankowskis Frau Olga wurde der Trägspinner Dicallomera olga benannt und nach seinem Sohn Alexander Michailowitsch (1876–1944) die Waffenfliege Geosargus jankowskii, die Stelzmücken Limnophila yankovskyana, und Ormosia yankovskyi sowie die Mücke Protanyderus yankovskyi.
1879 erhielt Jankowski seine Adelsrechte zurück, so dass er sich mit seinem Freund Fridolf Höök  (1836–1904) 1880 auf der Halbinsel Sidimi (jetzt Halbinsel Jankowski) im Westen der Peter-der-Große-Bucht niederließ. Jankowski erwarb 321 Dessjatinen Land und pachtete weitere 7375 Dessjatinen, um sich der Landwirtschaft zu widmen. Er züchtete Sikahirsche und richtete die weltweit erste Ginseng-Plantage ein. Er züchtete Rentiere und entwickelte eine Maschine zum Schneiden der Geweihe, die immer noch benutzt wird. Im Verlauf von 20 Jahren züchtete er eine neue an die fernöstlichen Bedingungen angepasste Pferderasse. Seine Pferde gewannen Preise bei den Rennen in Wladiwostok.
Jankowski war aktives Mitglied der Gesellschaft zur Erforschung der Amur-Region. 1880 fand er bei Grabungen an der Mündung des Sidimi-Flusses Hinterlassenschaften von Menschen des 8. bis 3. Jahrhunderts v. Chr. Er beschrieb die Funde und übergab sie dem Museum der Ostsibirischen Abteilung der Kaiserlich Russischen Geographischen Gesellschaft. Ähnliche Funde gab es dann in der gesamten Region Primorje. Seit 1972 wird diese Kulturperiode der frühen Eisenzeit als Jankowski-Kultur bezeichnet, deren Verbreitungsgebiet sich von der koreanischen Küste im Nordwesten des Japanischen Meeres bis Laso erstreckte. 1889 spendete Jankowski für den Bau des Museums der Gesellschaft zur Erforschung der Amur-Region in Wladiwostok und beteiligte sich dann an der Gestaltung der Sammlungen des Museums. 1894 unterstützte er die Reise der beiden Söhne des Großfürsten Nikolai Michailowitsch nach Korea zur Sammlung von Schmetterlingen für die Sammlungen des Großfürsten, die sich jetzt im Zoologischen Institut der Russischen Akademie der Wissenschaften in St. Petersburg befinden. 1897 führte Jankowskis Sohn Alexander die Expedition Wladimir Leontjewitsch Komarows nach Nordkorea.
1906 überließ er sein Landgut seiner Frau und den Kindern, um sich in Wladiwostok niederzulassen. Er gründete einen Buchhandel und beteiligte sich an einer Gerberei der Firma Schuklewitsch, Jankowski & Co. Nach einer Lungenentzündung zog er auf Anraten der Ärzte nach Semipalatinsk und schließlich nach Sotsch. Jedoch besuchte er in jedem Herbst das Landgut auf der Halbinsel Sidimi.
Nach Jankowski wurden bei Slawjanka ein Berg und die Halbinsel benannt, auf der er gelebt hatte und auf der für ihn ein Denkmal errichtet wurde, sowie eine Straße in Wladiwostok und anderen Orten in der Region Primore.
Jankowskis Sohn Juri (1879–1956) führte den landwirtschaftlichen Betrieb seines Vaters fort. Im Herbst 1922 ging er vor dem Einmarsch der Roten Armee mit seiner ganzen Familie nach Korea. Als 1945 die Rote Armee in Nordkorea einmarschierte, wurde er verhaftet und beendete sein Leben im Gulag, wo er zum Schluss Hausmeister war.